# 尖萼乌口树
尖萼乌口树（学名：Tarenna acutisepala）为茜草科乌口树属下的一个种。